# アビオール・エアラインズ
アビオール・エアラインズ(Avior Airlines)は、ベネズエラのバルセロナに本拠を置く航空会社。おもにベネズエラ国内、カリブ海諸国、マイアミとの間に定期便およびチャーター便を運航している。ハブ空港はバルセロナのヘネラル・ホセ・アントニオ・アンソアテギ国際空港。2020年3月1日の時点でEU域内乗り入れ禁止航空会社の一覧にリストアップされている。

## 就航都市

### 国際線
- マイアミ (マイアミ国際空港)
- アルバ
- キュラソー島

### 国内線
- カラカス
- バルセロナ
- ポルラマル (マルガリータ島)
- バルキシメト
- バリナス